# Bisdom São Mateus
Het bisdom São Mateus (Latijn: Dioecesis Sancti Matthaei) is een rooms-katholiek bisdom met als zetel São Mateus, in Brazilië. Het bisdom is suffragaan aan het aartsbisdom Vitória.

## Geschiedenis
Het bisdom werd opgericht op 16 februari 1958, uit delen van het aartsbisdom Vitória.

## Parochies
Het bisdom had in 2020 een oppervlakte van 15.503 km2 en telde 515.267 inwoners waarvan 70,0% rooms-katholiek was.

## Bisschoppen
- José Maria Dalvit (9 mei 1959 - 14 mei 1970)
- Aldo Gerna (18 mei 1971 - 3 oktober 2007)
- Zanoni Demettino Castro (3 oktober 2007 - 3 december 2014)
- Paulo Bosi Dal’Bó (21 oktober 2015 - heden)

Vitória (aartsbisdom) · Cachoeiro de Itapemirim · Colatina · São Mateus